# Palabra fantasma
Una palabra fantasma es una palabra publicada en un diccionario o en un medio similar que raramente o nunca se usa en la práctica, y por lo tanto hasta ese momento no tenía ningún significado. Una palabra fantasma usualmente aparece por error, por una malinterpretación, malpronunciación, error de lectura o por una confusión tipográfica o lingüística.
Una vez publicada con autorización, usualmente una palabra fantasma se copia y se usa ampliamente por un periodo de tiempo haciendo que incluso no se pueda corregir el error por el excesivo uso de dicha palabra.

## Origen
El término fue usado por primera vez por el Profesor Walter William Skeat en 1886 en su discurso anual como presidente de la Sociedad Filológica de Londres en el cual menciona:
De todos los trabajos en los que la sociedad varias veces ha tomado parte, ninguno de ellos ha tenido tanto interés para nosotros, colectivamente, como el Nuevo Diccionario de Inglés. Dr. Murray, como recordará, usted escribió en una ocasión un artículo para justificarse que el diccionario había omitido el término "abacot", definido por Webster como "el sombrero de estado usado anteriormente por los reyes Ingleses formado por la figura de dos coronas", fue sabiamente y adecuadamente rechazada por nuestro editor en base a que esta palabra no existe, alegando que es un completo error ... debido a un movimiento errado de las imprentas o los escribas o de las imaginaciones de editores torpes o ignorantes ...

Propongo, sin embargo, que le preste atención a unas cuantas palabras similares a "abacot"; palabras las cuales llegarán a nuestro editor en el paso del tiempo y de las cuales tengo pocas dudas que él rechazará. Como es conveniente tener un pequeño nombre para palabras de este tipo, me tomaré la libertad para llamarlas "palabras fantasma" ... Solo les dejaré el título de "palabra fantasma" a esas palabras, o formas similares ya que de todos modos no tienen significado.